# Афонино (Солтонский район)
Афонино — опустевшее село в Солтонском районе Алтайского края России. Входит в состав Макарьевского сельсовета.

## География
Расположен на востоке края. Рельеф увалисто-холмистое плато Салаирского кряжа.
Климат
континентальный. Средняя температура января −17,2 °C, июля +18,6 °C. Годовое количество атмосферных осадков — 580 мм.

## История
Основано в 1908 г.
В 1928 году в административном отношении входило в состав Усть-Талского сельсовета Солтонского района Бийского округа Сибирского края.

## Население
| 1926 | 1997 | 1998 | 1999 | 2000 | 2001 | 2002 | 2003 | 2004 |
| ---- | ---- | ---- | ---- | ---- | ---- | ---- | ---- | ---- |
| 104  | ↘7   | →7   | →7   | ↘5   | ↘4   | ↘3   | ↗4   | ↘3   |
| 2005 | 2006 | 2007 | 2008 | 2009 | 2010 |      |      |      |
| →3   | ↘2   | →2   | →2   | →2   | ↘0   |      |      |      |

Национальный состав
В 1928 году основное население — русские.
Согласно результатам переписи 2002 года, в национальной структуре населения русские составляли 67 %, мордва — 33 %.

## Инфраструктура
Развито приусадебное хозяйство. В 1928 году состояло из 21 хозяйств.

## Транспорт
Выезд на автодорогу общего пользования регионального значения 01К-92 Карабинка — Солтон — Макарьевка (автодорога 01К-92).